# Alexandre Rignault
Alexandre Rignault (Parigi, 14 febbraio 1901 – Saint-Mandé, 31 marzo 1985) è stato un attore francese.

## Biografia
Esordì come attore teatrale negli anni venti, con la compagnia di Louis Jouvet, per poi alternare la sua attività tra cinema e televisione, fino all'anno della sua morte. Il suo esordio sul grande schermo avvenne in La cagna (1931), diretto da Jean Renoir.

## Filmografia parziale
- La cagna (La Chienne), regia di Jean Renoir (1931)
- Il delitto della villa (La tête d'un homme), regia di Julien Duvivier (1933)
- L'Ordonnance, regia di Victor Tourjansky (1933)
- La leggenda di Liliom (Liliom), regia di Fritz Lang (1934)
- Il giglio insanguinato (Maria Chapdelaine), regia di Julien Duvivier (1934)
- Delitto e castigo (Crime et châtiment), regia di Pierre Chenal (1935)
- L'equipaggio (L'Équipage), regia di Anatole Litvak (1935)
- Il sentiero della felicità (Les Beaux jours), regia di Marc Allégret (1935)
- Francesco I (François Premier), regia di Christian-Jaque (1937)
- La cittadella del silenzio (La Citadelle du silence), regia di Marcel L'Herbier (1937)
- Il carro fantasma (La Charrette fantôme), regia di Julien Duvivier (1939)
- Melodie celesti (Les Musiciens du ciel), regia di Georges Lacombe (1940)
- Prigione d'amore (Sérénade), regia di Jean Boyer (1940)
- L'avventuriero di Venezia (Volpone), regia di Maurice Tourneur (1941)
- Amore proibito (Le bienfaiteur), regia di Henri Decoin (1942)
- Il viaggiatore d'Ognissanti (Le voyageur de la Toussaint), regia di Louis Daquin (1943)
- L'immortale leggenda (L'éternel retour), regia di Jean Delannoy (1943)
- Fantômas, regia di Jean Sacha (1947)
- Ruy Blas, regia di Pierre Billon (1948)
- Fantomas contro Fantomas (Fantômas contre Fantômas), regia di Robert Vernay (1949)
- Siamo tutti assassini (Nous sommes tous des assassins), regia di André Cayatte (1952)
- Brelan d'as, regia di Henri Verneuil (1952)
- Un capriccio di Caroline chérie (Un caprice de Caroline chérie), regia di Jean-Devaivre (1953)
- Il ritorno di don Camillo, regia di Julien Duvivier (1953)
- L'uomo e il diavolo (Le Rouge et le noir), regia di Claude Autant-Lara (1954)
- Le diavolerie di Till (Les Aventures de Till L'Espiègle), regia di Gérard Philipe, Joris Ivens (1956)
- Destinazione Parigi (The Happy Road), regia di Gene Kelly (1957)
- Le vergini di Salem (Les Sorcières de Salem), regia di Raymond Rouleau (1957)
- Le donne degli altri (Pot Bouille), regia di Julien Duvivier (1957)
- La spada degli Orléans (Le Bossu), regia di André Hunebelle (1959)
- Occhi senza volto (Les Yeux sans visage), regia di Georges Franju (1960)
- Il barone (Le Baron de l'écluse), regia di Jean Delannoy (1960)
- Don Camillo monsignore... ma non troppo, regia di Carmine Gallone (1961)
- Il re delle corse (Le Gentleman d'Epsom), regia di Gilles Grangier (1962)
- Angelica (Angélique, marquise des anges), regia di Bernard Borderie (1964)
- Il pericolo è il mio mestiere (Il faut vivre dangereusement), regia di Claude Makovski (1975)
- Numéro deux, regia di Jean-Luc Godard (1975)
- Mio zio d'America (Mon oncle d'Amérique), regia di Alain Resnais (1980)

## Doppiatori italiani
- Gaetano Verna in Il conte di Montecristo
- Luigi Pavese in Il ritorno di don Camillo
- Bruno Persa in L'uomo e il diavolo
- Manlio Busoni in Occhi senza volto